# Tranfeber
Tranfeber är det finlandssvenska bandet 1G3Bs andra studioalbum. Albumet finns gratis att ladda ner på deras hemsida och släpptes 2003.

## Låtlista[2]
1. Döp De
2. Kuubalainen Romanssi
3. Bråtas
4. Satans Hexon
5. Sven Doom
6. Pollor
7. Nyt Tulee
8. Folie